# 11015 Romanenko
11015 Romanenko è un asteroide della fascia principale. Scoperto nel 1982, presenta un'orbita caratterizzata da un semiasse maggiore pari a 2,6577301 UA e da un'eccentricità di 0,2814855, inclinata di 6,77443° rispetto all'eclittica.